# Melchior Nestorowicz

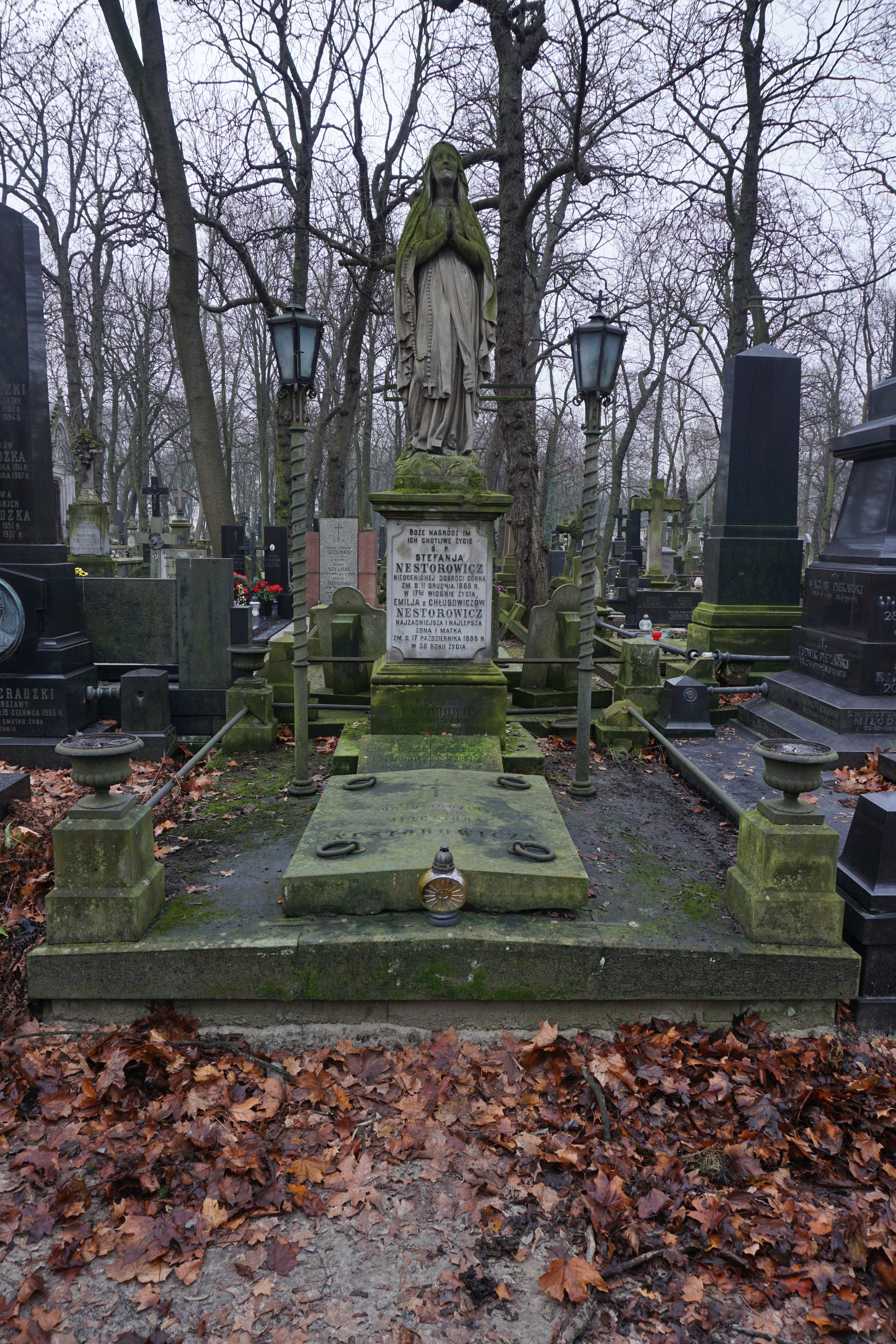
Grób Melchiora Nestorowicza na cmentarzu Powązkowskim

Melchior Władysław Nestorowicz (ur. 12 stycznia 1880 w Siedlcach, zm. 1 września 1939 w Krynicy) – polski specjalista w dziedzinie budowy i utrzymania dróg bitych, organizator administracji drogowej w Polsce, profesor Politechniki Warszawskiej, dziekan Wydziału Inżynierii Politechniki Warszawskiej.

## Życiorys
W 1904 ukończył studia na Wydziale Inżynieryjno-Budowlanym Warszawskiego Instytutu Politechnicznego im. Mikołaja II, gdzie otrzymał dyplom inżyniera budowniczego I kategorii. W 1914 został powołany do służby w armii rosyjskiej. W 1916 został dowódcą oddziału robót drogowych IV armii, był odpowiedzialny za budowę dróg i mostów w strefach przyfrontowych. Dwa lata później wstąpił do Zarządu Cywilnego I Korpusu Polskiego w Bobrujsku na Białorusi. W maju 1918 po rozwiązaniu Korpusu powrócił do Polski. Osiedlił się w Warszawie i rozpoczął pracę w Ministerstwie Spraw Wewnętrznych. Kilka miesięcy później objął funkcję kierownika Wydziału Dróg Kołowych MSW. Po utworzeniu nowego Ministerstwa Robót Publicznych, otrzymał nominację na stanowisko dyrektora Departamentu Drogowego. W 1932 rozpoczął pracę w Ministerstwie Komunikacji.
Od 1919 pracował na Politechnice Warszawskiej. W 1925 uzyskał habilitację za pracę pt. Sprawa drogowa w Polsce. W 1934 uzyskał tytuł profesora, a dwa lata później objął stanowisko profesora zwyczajnego w Katedrze Budowy Dróg i Robót Ziemnych Politechniki Warszawskiej. W latach 1935/36 i 1936/37 sprawował funkcję dziekana Wydziału Inżynierii Politechniki Warszawskiej.
Głównym obszarem zainteresowań Melchiora Nestorowicza była budowa i utrzymanie infrastruktury drogowej. Był inicjatorem modernizacji istniejącej sieci dróg, oraz autorem planu budowy autostrad, który nie został jednak zrealizowany. Był również autorem szeregu projektów ustaw, m.in.: o budowie i utrzymaniu dróg publicznych (1920), o przepisach porządkowych na drogach publicznych (1921) i o Państwowym Funduszu Drogowym (1931).
Został pochowany na cmentarzu Powązkowskim w Warszawie (kw. 32-II-9/10).

## Stanowiska
- 1905 - inżynier powiatowy w Koninie
- 1916 - dowódca oddziału robót drogowych rosyjskiej IV armii
- 1918 - kierownik referatu drogowego w Ministerstwie Spraw Wewnętrznych
- 1918 - 1919 - kierownik Wydziału Dróg Kołowych MSW
- od 1921 - dyrektor Departamentu Drogowego w Ministerstwie Robót Publicznych (od 1932 w Ministerstwie Komunikacji)
- 1935-37 - dziekan Wydziału Inżynierii Politechniki Warszawskiej[1]

## Członkostwa
- członek Komisji Dyscyplinarnej dla profesorów Politechniki Warszawskiej (1937-1939)
- członek Państwowej Rady Komunikacyjnej[1]

## Ordery i odznaczenia
- Krzyż Komandorski Orderu Odrodzenia Polski (2 maja 1923)[1][5][6]

## Ważne publikacje
- Budowa i utrzymanie dróg (t. I: Projektowanie dróg", 1935, t. II: Roboty ziemne, 1937)[1]
- Ankieta w sprawie projektu Ustawy o budowie i utrzymaniu dróg, Roboty Publiczne, 1920, R. 2, nr 6, s. 271-281
- Badania wytrzymałości tłucznia na zgniatanie i na uderzenia, Inżynier Kolejowy, 1937, R. 14, nr 7, s. 292-293
- Bibliografja literatury drogowej słowiańskiej, Wiadomości Drogowe, 1935, R. 9, nr 97-98, s. 312-313
- Drogi, Podręcznik inżynierski w zakresie inżynierii lądowej i wodnej. T. 1. Red. Stefan Bryła. Lwów: Ks. Polska B. Połonieckiego, 1927, s. 80-108[7]